# Bahnstrecke Schiedam–Hoek van Holland
| Abschiedsfahrt am 26. März 2017 |                      |                                                    |                                                    |
| |                      |                                                    |                                                    |
| Streckenlänge: | 24 km                |                                                    |                                                    |
| Spurweite: | 1435 mm (Normalspur) |                                                    |                                                    |
| Stromsystem: | 750 V =              |                                                    |                                                    |
| |                      |                                                    |                                                    |
| \| \| \| aus Rotterdam Centraal \| \| \| \| \| U-Bahn-Linien A, B, C aus Rotterdam Beurs \| \| \| \| 0 \| Schiedam Centrum \| Schiedam Centrum \| \| \| \| Schiedamse Schie \| \| \| \| \| nach Den Haag \| \| \| \| \| U-Bahn-Linie C nach Spijkenisse \| \| \| \| \| Strecke ab hier zurzeit wegen Umbaus außer Betrieb \| \| \| \| 2 \| Schiedam Nieuwland \| Schiedam Nieuwland \| \| \| \| Rijksweg 4 \| \| \| \| 4 \| Vlaardingen Oost \| Vlaardingen Oost \| \| \| \| Hafenbrücke (Vlaardingen) \| \| \| \| 6 \| Vlaardingen Centrum \| Vlaardingen Centrum \| \| \| \| \| \| \| \| 8 \| Vlaardingen West \| Vlaardingen West \| \| \| 12 \| Maassluis \| Maassluis \| \| \| \| Hafenbrücke (Maassluis) \| \| \| \| 14 \| Maassluis West Endstation Linie A \| Maassluis West Endstation Linie A \| \| \| \| \| \| \| \| \| Maassluis Steendijkpolder \| \| \| \| 16 \| Poortershaven \| Poortershaven \| \| \| 18 \| Nieuwlandsche Polder \| Nieuwlandsche Polder \| \| \| 21 \| De Haak \| De Haak \| \| \| \| \| \| \| \| 23 \| Hoek van Holland Haven \| Hoek van Holland Haven \| \| \| \| \| \| \| \| 24 \| Hoek van Holland Strand Endstation Linie B \| Hoek van Holland Strand Endstation Linie B \| \| \| \| Hoek van Holland Strand (in Bau) \| \| |                      |                                                    |                                                    |
| Strecke |                      | aus Rotterdam Centraal                             | aus Rotterdam Centraal                             |
| Strecke · U-Bahn-Strecke |                      | U-Bahn-Linien A, B, C aus Rotterdam Beurs          | U-Bahn-Linien A, B, C aus Rotterdam Beurs          |
| Bahnhof · U-Bahn-Bahnhof | 0                    | Schiedam Centrum                                   | Schiedam Centrum                                   |
| Brücke über Wasserlauf · U-Bahn-Brücke über Wasserlauf |                      | Schiedamse Schie                                   | Schiedamse Schie                                   |
| Abzweig geradeaus und nach rechts · U-Bahn-Strecke |                      | nach Den Haag                                      | nach Den Haag                                      |
| U-Bahn-Abzweig geradeaus und von links · U-Bahn-Abzweig nach links und nach rechts |                      | U-Bahn-Linie C nach Spijkenisse                    | U-Bahn-Linie C nach Spijkenisse                    |
| U-Bahn-Verschwenkung nach links |                      | Strecke ab hier zurzeit wegen Umbaus außer Betrieb | Strecke ab hier zurzeit wegen Umbaus außer Betrieb |
| U-Bahn-Bahnhof | 2                    | Schiedam Nieuwland                                 | Schiedam Nieuwland                                 |
| U-Bahn-Brücke |                      | Rijksweg 4                                         | Rijksweg 4                                         |
| U-Bahn-Bahnhof | 4                    | Vlaardingen Oost                                   | Vlaardingen Oost                                   |
| U-Bahn-Brücke über Wasserlauf |                      | Hafenbrücke (Vlaardingen)                          | Hafenbrücke (Vlaardingen)                          |
| U-Bahn-Bahnhof | 6                    | Vlaardingen Centrum                                | Vlaardingen Centrum                                |
| |                      |                                                    |                                                    |
| U-Bahn-Bahnhof | 8                    | Vlaardingen West                                   | Vlaardingen West                                   |
| U-Bahn-Bahnhof | 12                   | Maassluis                                          | Maassluis                                          |
| U-Bahn-Brücke über Wasserlauf |                      | Hafenbrücke (Maassluis)                            | Hafenbrücke (Maassluis)                            |
| U-Bahn-Bahnhof | 14                   | Maassluis West Endstation Linie A                  | Maassluis West Endstation Linie A                  |
| |                      |                                                    |                                                    |
| U-Bahn-Bahnhof |                      | Maassluis Steendijkpolder                          | Maassluis Steendijkpolder                          |
| ehemaliger U-Bahn-Haltepunkt / Haltestelle mit Eisenbahn | 16                   | Poortershaven                                      | Poortershaven                                      |
| ehemaliger U-Bahn-Haltepunkt / Haltestelle mit Eisenbahn | 18                   | Nieuwlandsche Polder                               | Nieuwlandsche Polder                               |
| ehemaliger U-Bahn-Haltepunkt / Haltestelle mit Eisenbahn | 21                   | De Haak                                            | De Haak                                            |
| U-Bahn-Verschwenkung nach links und nach rechts |                      |                                                    |                                                    |
| U-Bahn-Bahnhof · U-Bahn-Kopfbahnhof Streckenende | 23                   | Hoek van Holland Haven                             | Hoek van Holland Haven                             |
| U-Bahn-Verschwenkung nach links |                      |                                                    |                                                    |
| U-Bahn-Kopfbahnhof Strecke ab hier außer Betrieb | 24                   | Hoek van Holland Strand Endstation Linie B         | Hoek van Holland Strand Endstation Linie B         |
| U-Bahn-Kopfbahnhof Streckenende (Strecke außer Betrieb) |                      | Hoek van Holland Strand (in Bau)                   | Hoek van Holland Strand (in Bau)                   |

Die Bahnstrecke Schiedam–Hoek van Holland (auch Hoekse Lijn) ist eine ehemalige Eisenbahnstrecke und heutige U-Bahn-Strecke der Metro Rotterdam zwischen Schiedam und Hoek van Holland entlang der Nieuwe Maas. Die Bahnstrecke ist auch eine wichtige Güterstrecke im Westen der Niederlande. Die Streckenlänge beträgt etwa 24 Kilometer.

## Geschichte
Am 17. August 1891 wurde der erste Abschnitt zwischen Schiedam und Maassluis als Eisenbahnstrecke eröffnet. Der Abschnitt zwischen Maassluis und Hoek van Holland wurde am 1. Juni 1893 eingeweiht. 1935 wurde die komplette Strecke elektrifiziert.
Die Stena Line ermöglicht es, mit der Fähre nach Harwich in England von der Station Hoek van Holland Haven abzufahren. In früheren Zeiten fuhren auch internationale Reisezüge auf der Strecke, etwa aus Moskau oder Berlin, da Reisende in Hoek van Holland bequem auf die Fähre nach England umsteigen konnten. Seit der Eröffnung des Eurotunnels ist die Bedeutung der Strecke jedoch stark gesunken.
Am 31. März 2017 fuhren die letzten Personenzüge der Nederlandse Spoorwegen auf der Strecke, bis die Strecke als Teil der Rotterdamer Metro 2019 wiedereröffnet wurde. In der Zwischenzeit wurde ein Schienenersatzverkehr durchgeführt.
Das Stromsystem wurde auf 750 V Gleichstrom umgestellt und die Bahnhöfe entsprechend dem Design der Rotterdamer Metro angepasst. Außerdem wurde in Maassluis die neue Station Steendijkpolder gebaut, Pläne für weitere Zwischenstationen in Schiedam und Hoek van Holland haben sich noch nicht konkretisiert. Die Station Hoek van Holland Strand wurde zudem näher zum Strand verlegt.
Die Eröffnung der neuen Strecke war ursprünglich für den September 2017 geplant; aufgrund von unvorhergesehenen Ereignissen wurde der Termin zunächst auf Februar 2018 verschoben. Dazu zählten unter anderem eine höhere Belastung des Erdbodens, u. a. mit Asbest, als geplant sowie die Anwesenheit von ungenutzten oder sogar genutzten Kabeln, die bei der Voruntersuchung nicht entdeckt wurden und die entfernt bzw. verlegt werden mussten. Später ergaben sich Softwareprobleme mit der Zugsicherung, sodass die Wiedereröffnung erneut verschoben werden musste und eine Fertigstellung der Umbaumaßnahmen erst für Januar 2019 und später nicht vor Mai 2019 erwartet wurde. Am 1. November 2019 wurde schließlich die neue Strecke nach Hoek van Holland Haven eröffnet und wird nun von den Linien A (nur bis Vlaardingen West) und B befahren.

## Zugverkehr
Bis 2017 verkehrten auf der Strecke viertelstündlich Sprinter von Bahnhof Rotterdam Centraal bis Maassluis West und halbstündlich bis Hoek van Holland Haven. In der Hauptverkehrszeit wurden die in Maassluis West endenden Züge bis Hoek van Holland Haven verlängert, außerdem wurde der Abschnitt Rotterdam C.–Vlaardingen Centrum auf einen 7,5-Minuten-Takt verdichtet. Nach Hoek van Holland Strand wurde nur stündlich gefahren, ehemals auch nur in den Sommermonaten.
Während der Umbaumaßnahmen zwischen April 2017 und 2019 verkehrten neben zwei Stadtlinien (56 und 156) zusätzlich vier SEV-Linien (711, 712, 713, 714). Die Linie 711 ist hierbei eine Expresslinie, die nicht zwischen Schiedam Centrum und Hoek von Holland Strand hält.
Die U-Bahn-Linie B aus Nesselande befährt die Strecke im 15-Minuten-Takt von Schiedam Centrum bis Hoek van Holland Strand. Zusätzlich wird in den Hauptverkehrszeiten die U-Bahn-Linie A aus Binnenhof bis Vlaardingen West durchgebunden. Mehrmals täglich sollen zudem Güterzüge die Strecke benutzen, die in Schiedam auf das nationale Eisenbahnnetz übergehen.

## Galerie

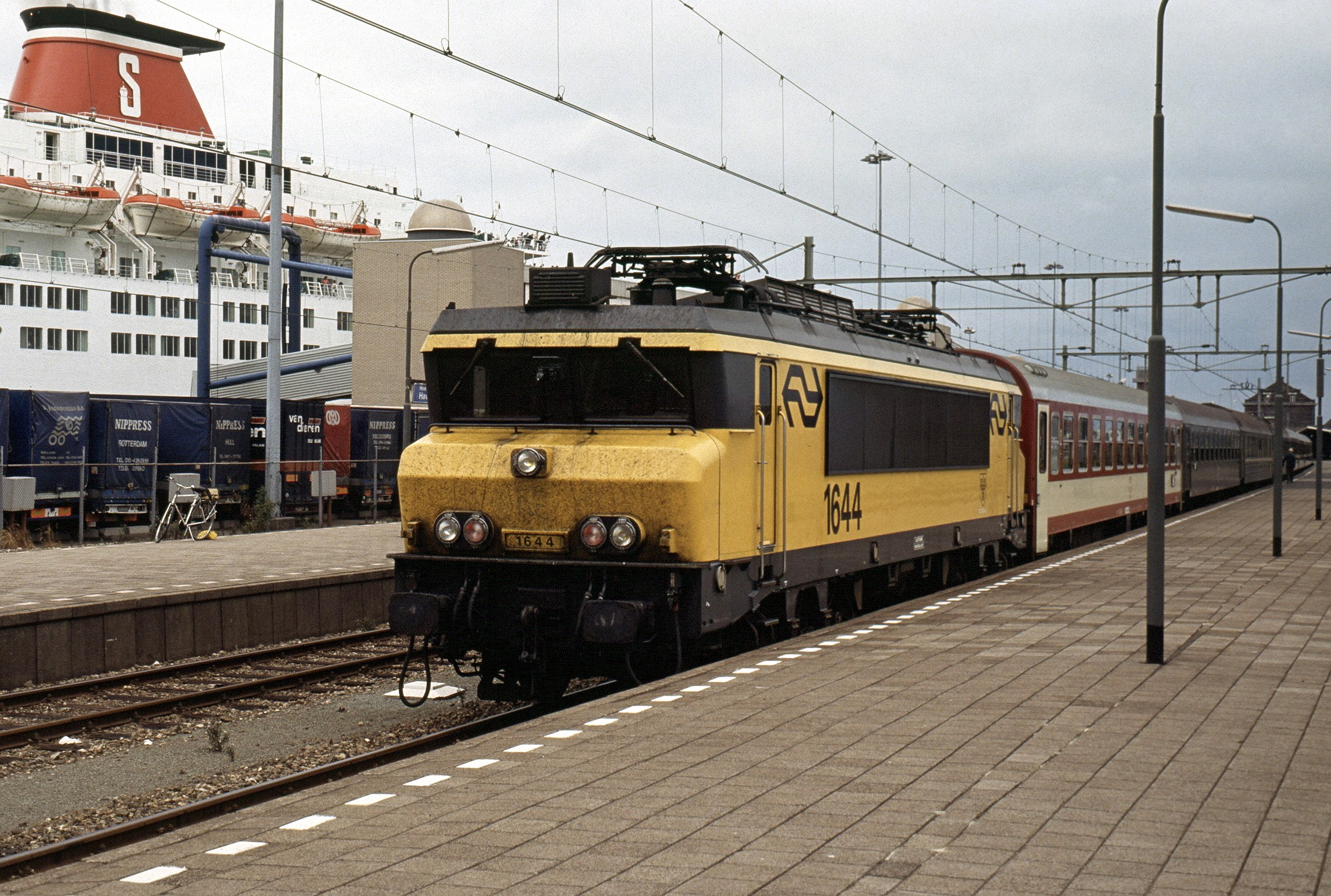
Schnellzug nach Berlin mit Kurswagen in Hoek van Holland Haven, 1991
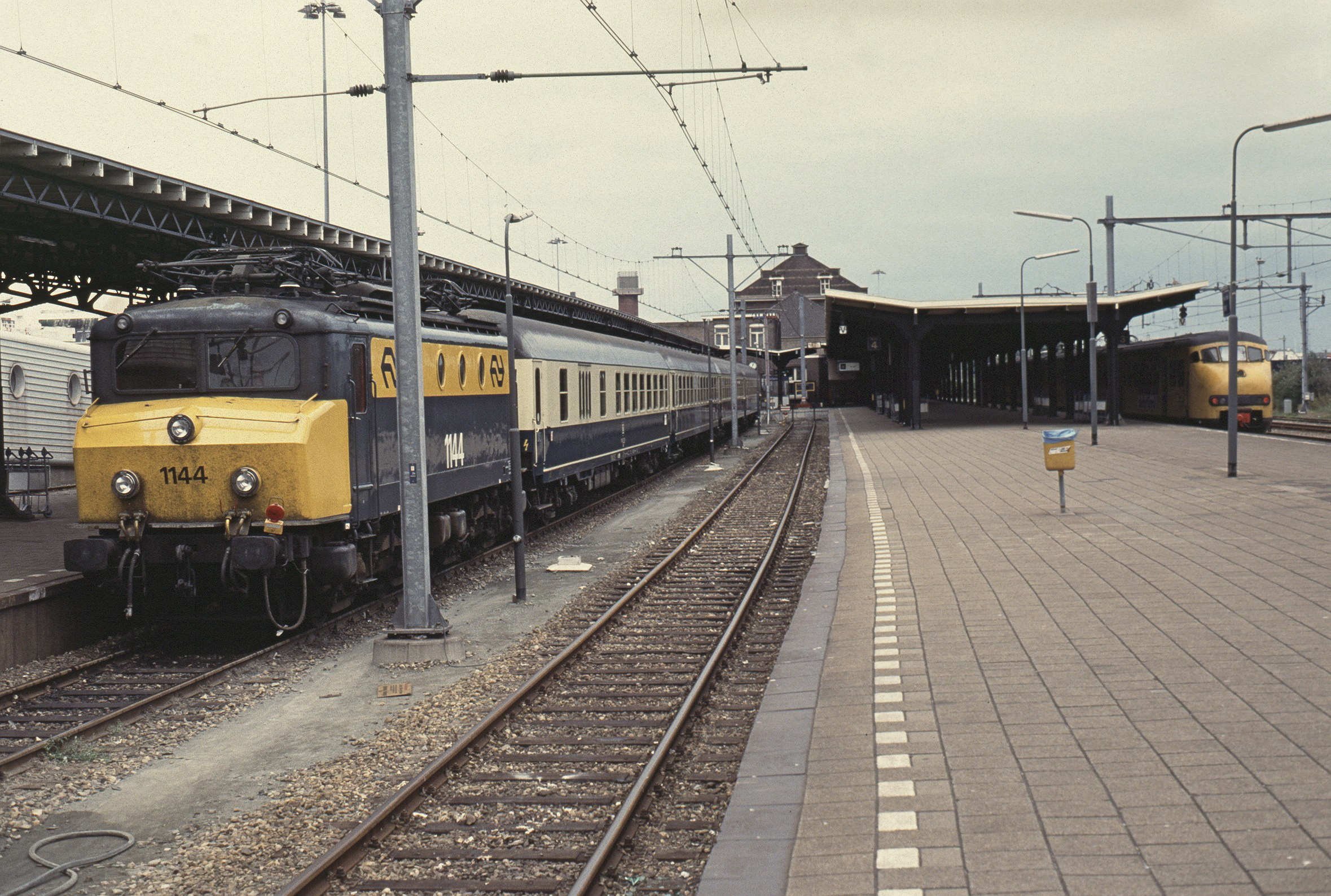
Kopfteil des Bahnhofs Hoek van Holland Haven, 1991
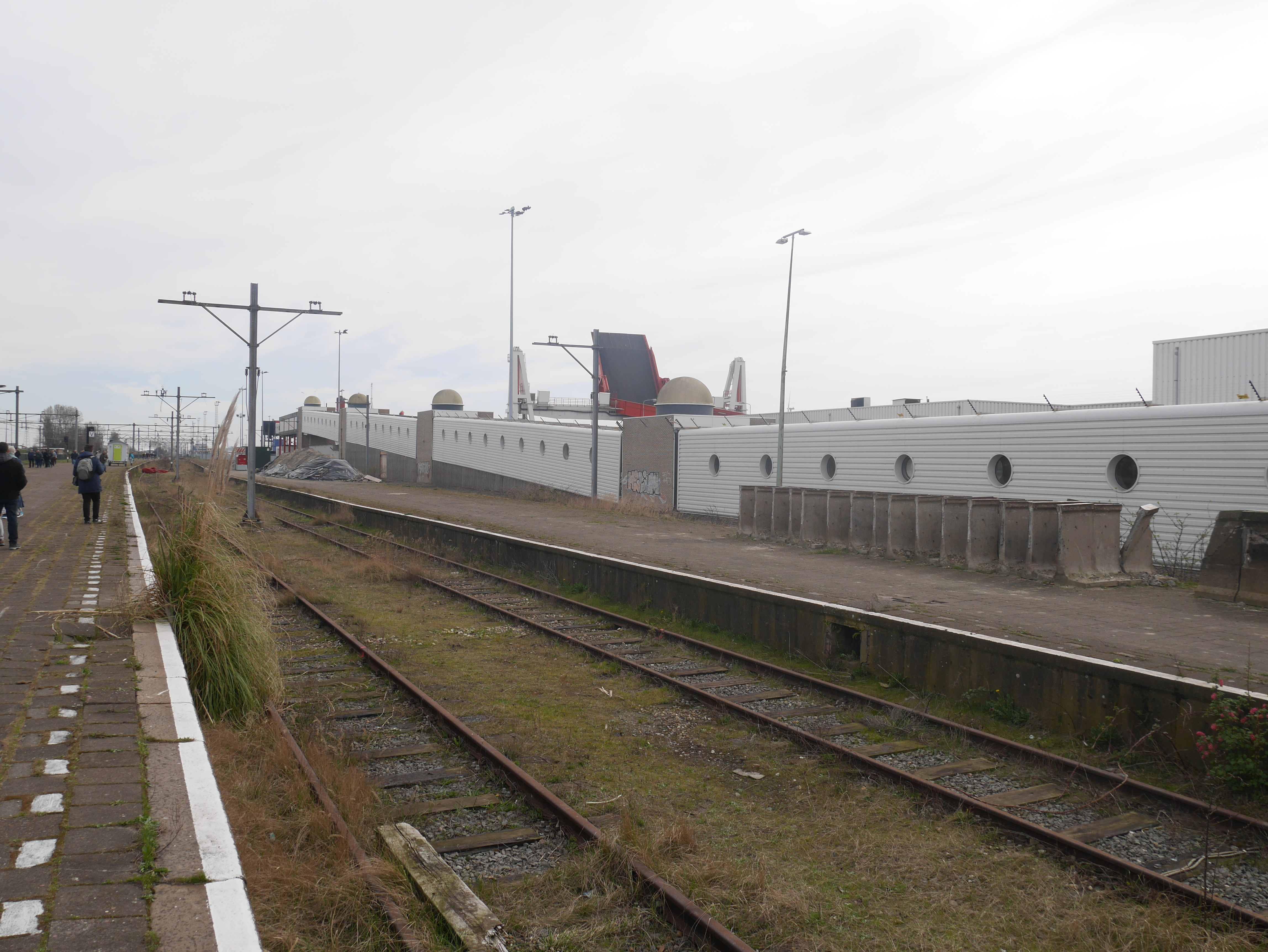
Kopfteil des Bahnhofs Hoek van Holland Haven, 2017
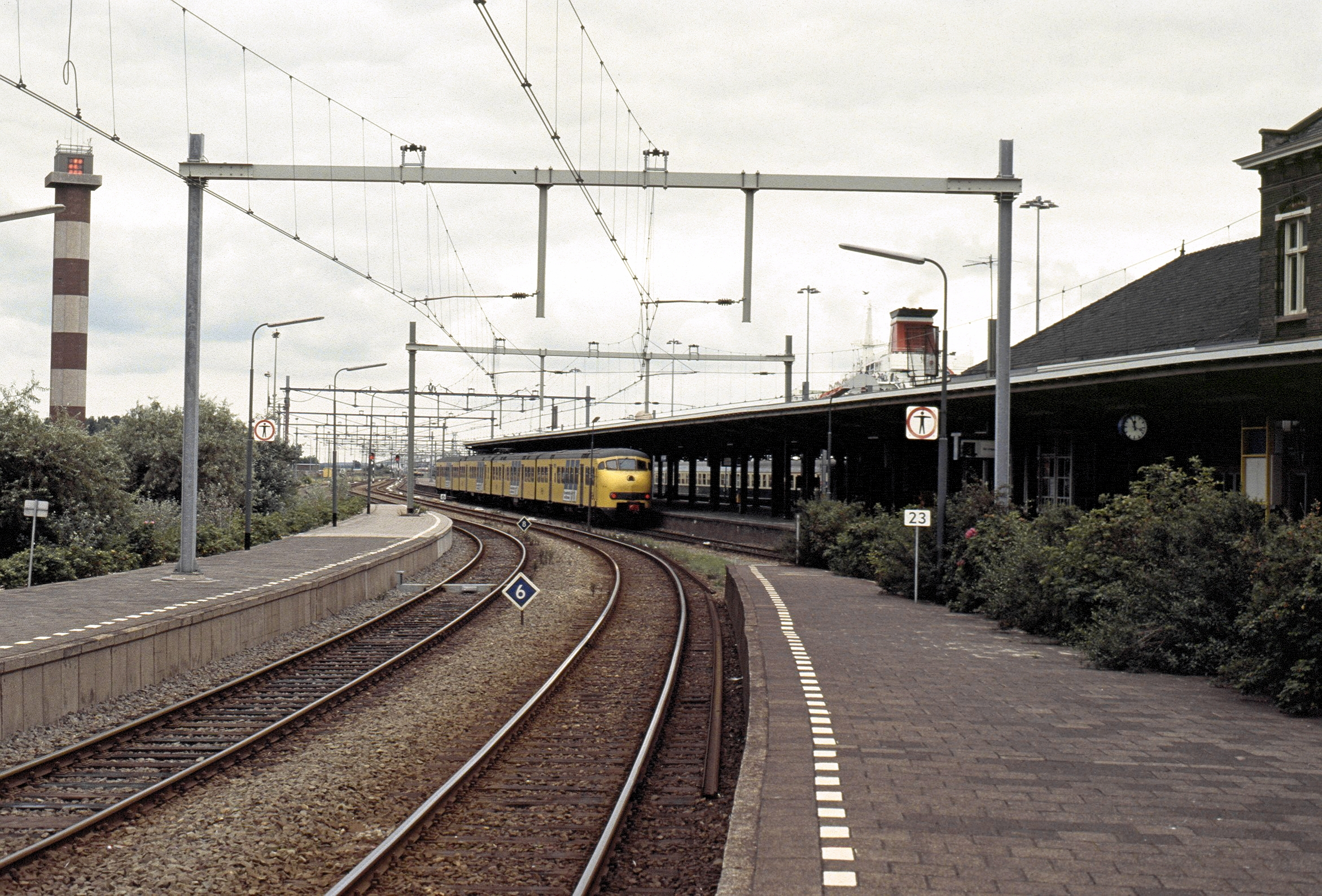
Hoek van Holland Haven, im Vordergrund die Gleise nach / von Hoek van Holland Strand
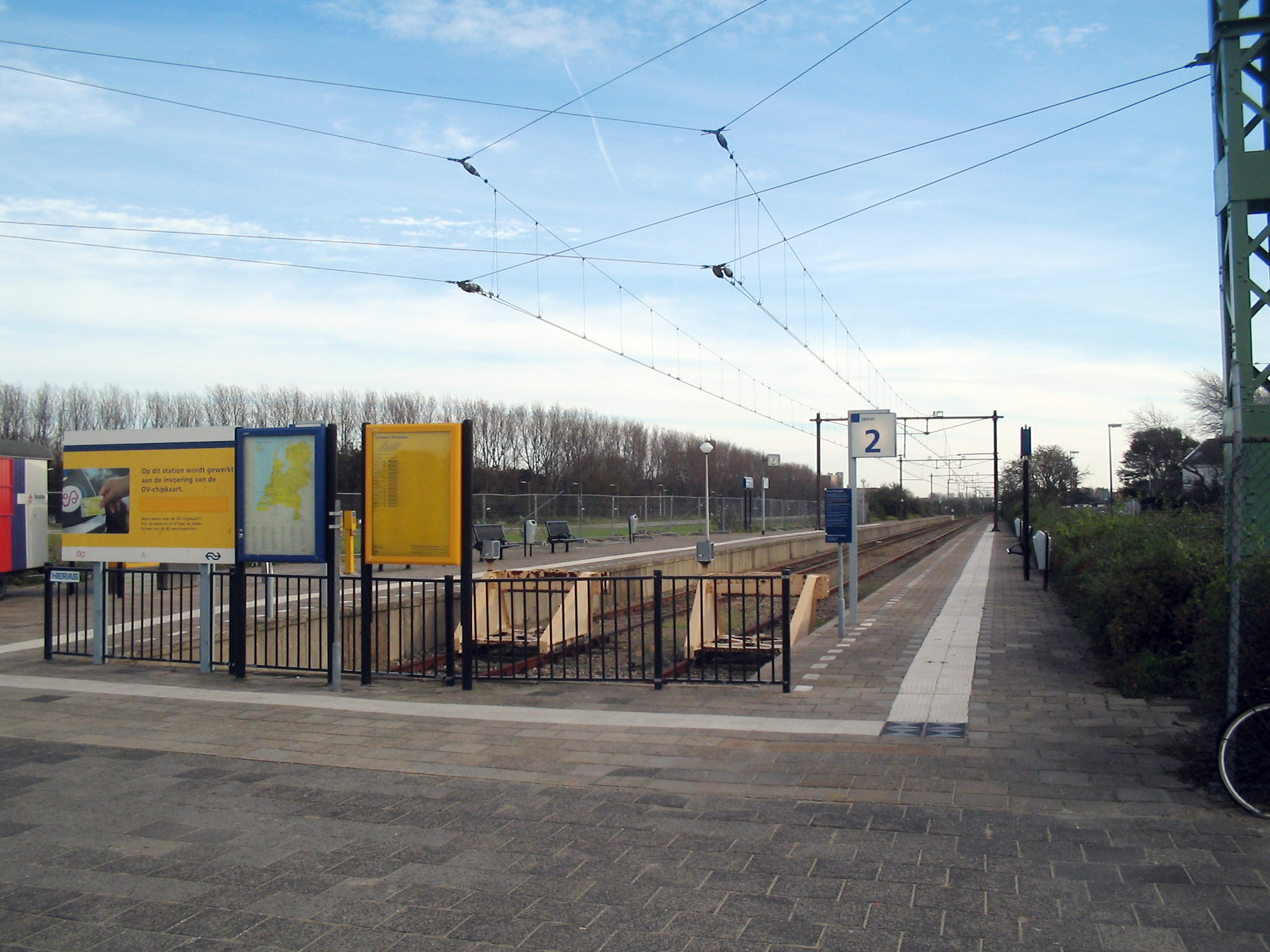
Endstation Hoek van Holland Strand
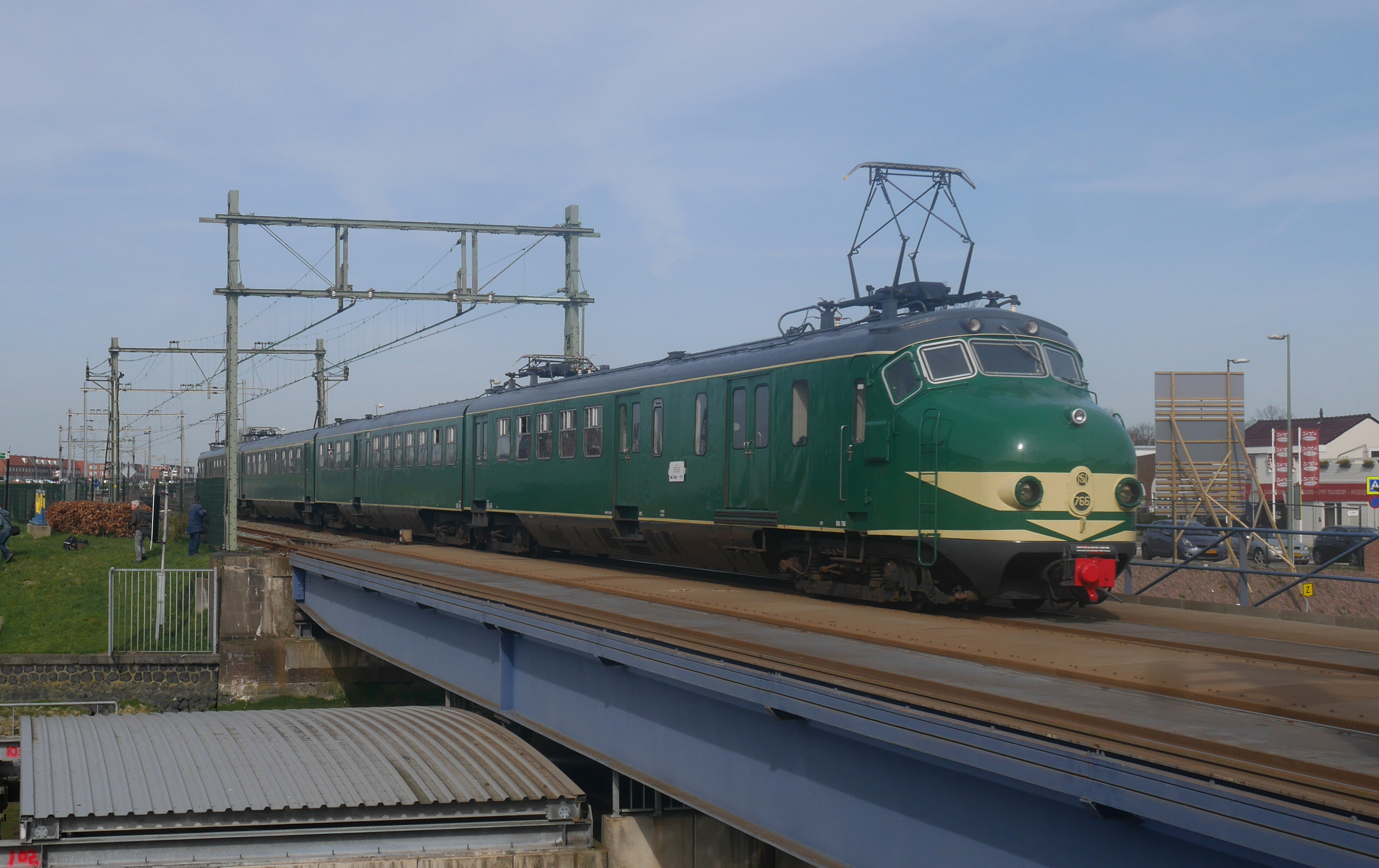
Zwei Brücken entlang der Hoekse Lijn sind oberleitungslos, hier die Drehbrücke in Maassluis mit einem „Hondekop“